# Szárazajta
Szárazajta (románul Aita Seacă) falu Romániában, Kovászna megyében.

## Fekvése
A falu Sepsiszentgyörgytől 22 km-re északnyugatra, a Baróti-hegység közé ékelődő völgyben fekszik. Közigazgatásilag Nagybaconhoz tartozik, melytől 7 km-re délre van.

## Nevének eredete
Nevét onnan kapta, hogy sekély vizű patakja, az Ajta alkalmatlan volt malom működtetésére.

## Története
1316-ban Zozacha néven említik először. A hagyomány szerint a falu eredetileg a kakucsi malmok helyén volt, mellette a Kurtavárának nevezett helyen menedékvár is volt. Ez a tatárjáráskor pusztult el. Régi temploma a falu alsó végén állott, helyette 1783 és 1790 között épült mai református temploma, mely a falu közepén áll. 1910-ben 1786 magyar lakosa volt. A trianoni békeszerződésig Háromszék vármegye Miklósvári járásához tartozott.
1944. szeptember 26-án a faluba bevonuló Maniu-gárdisták 13 ártatlan magyart mészároltak le. Emlékoszlopuk a falu központjában áll. 1992-ben 883 lakosából 836 magyar és 47 román volt.
A rendszerváltás idejétől baráti kapcsolatot ápol a Békés vármegyei Okány településsel. Okányban több a környékről elszármazott ember él. A két község lakosai már egészen az 1990-es évek eleje óta testvér településként kezelték egymást, de a valós testvértelepülési szerződést csak 2009-ben kötötték meg.
A 2002-es népszámláláskor 782 lakosa közül 749 fő (95,8%) magyar, 33 fő (4,2%) pedig román volt.

## Híres emberek
- Itt született 1704-ben Ajtai Abod Mihály nagyenyedi professzor, a keleti nyelvek, a régiségtan és a történelem tanára.
- Itt született 1768-ban Gecse Dániel marosvásárhelyi orvosprofesszor.
- Itt született 1923. augusztus 7-én Nagy B. Viktor, Bágyi munkásíró.
- Itt született 1933. február 3-án Nagy Tibor műszaki író.
- Itt született 1933. október 6-án Incze Sándor református lelkipásztor, esperes.

## Képek

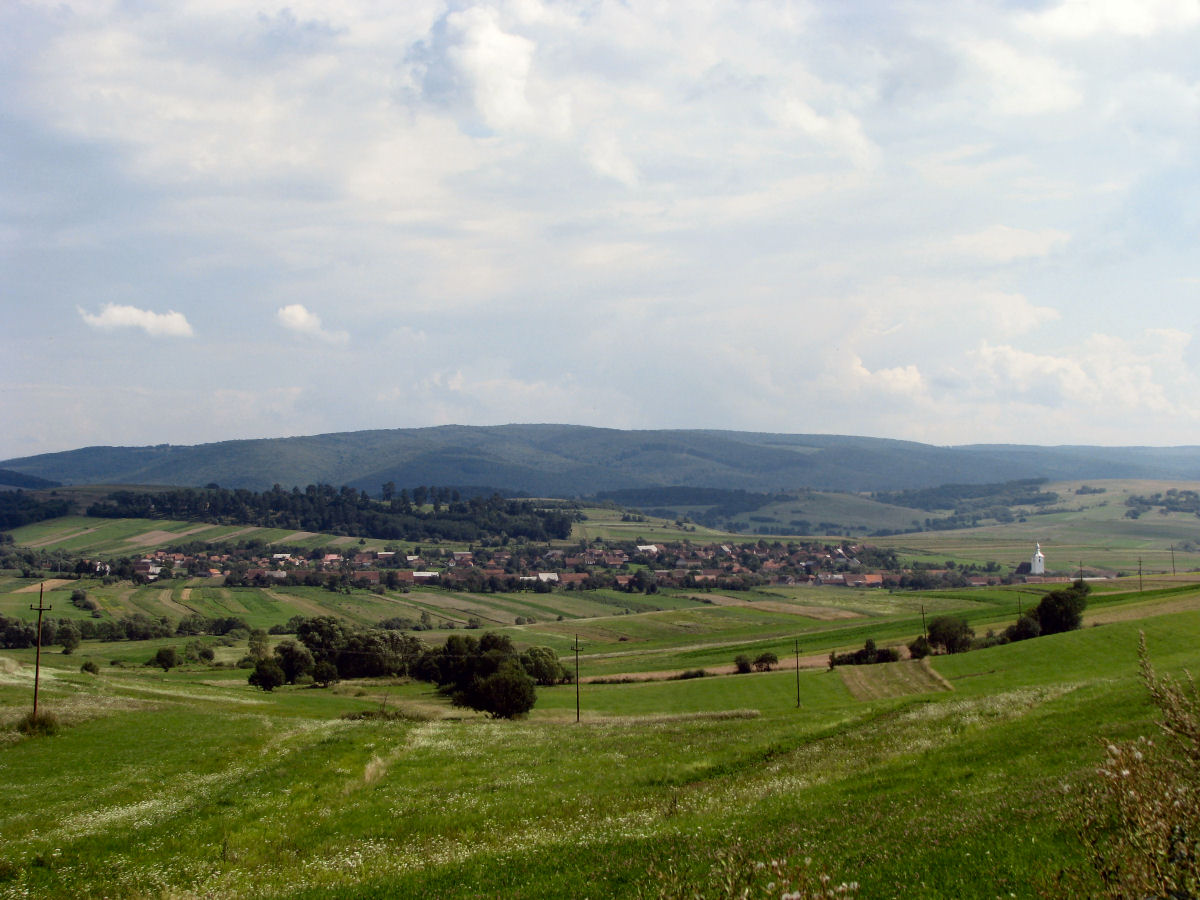
A falu madártávlatból
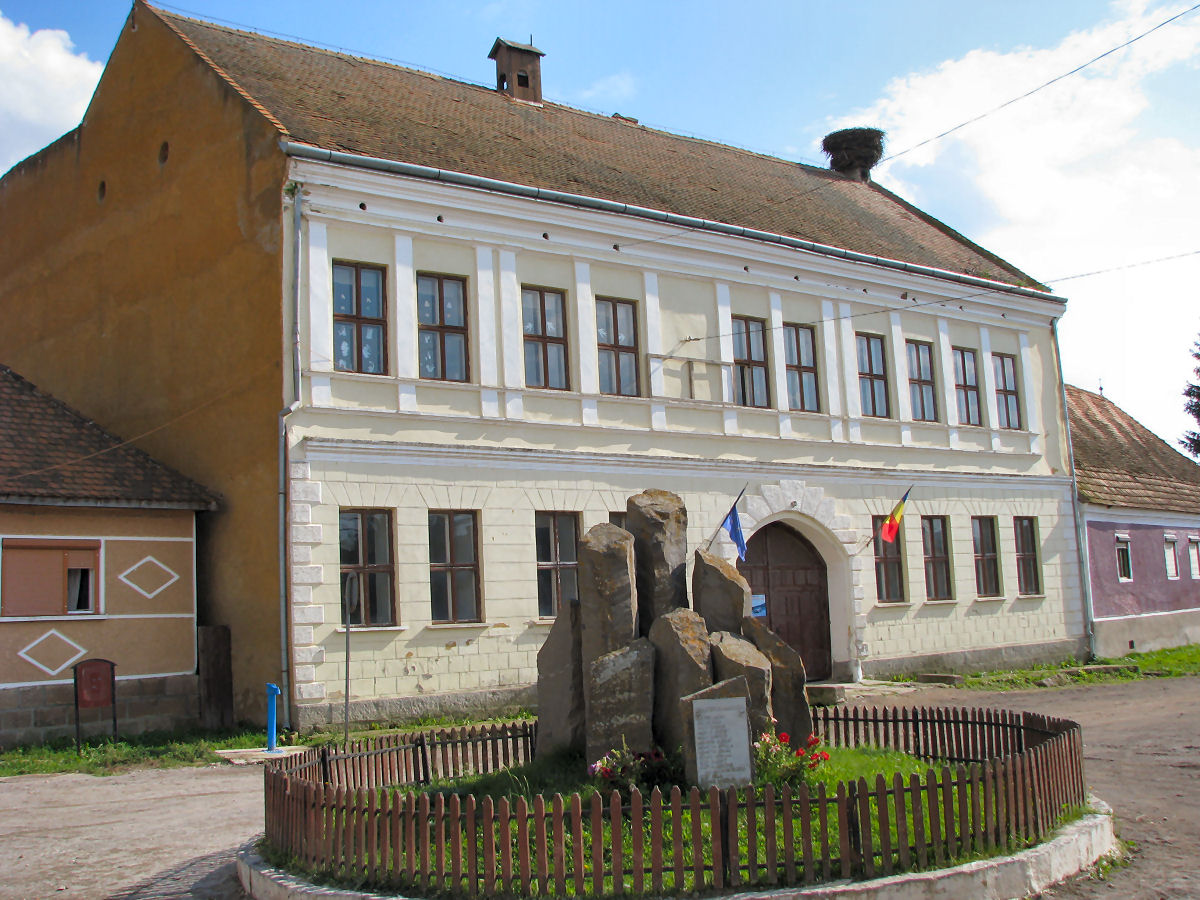
Emlékmű, iskola
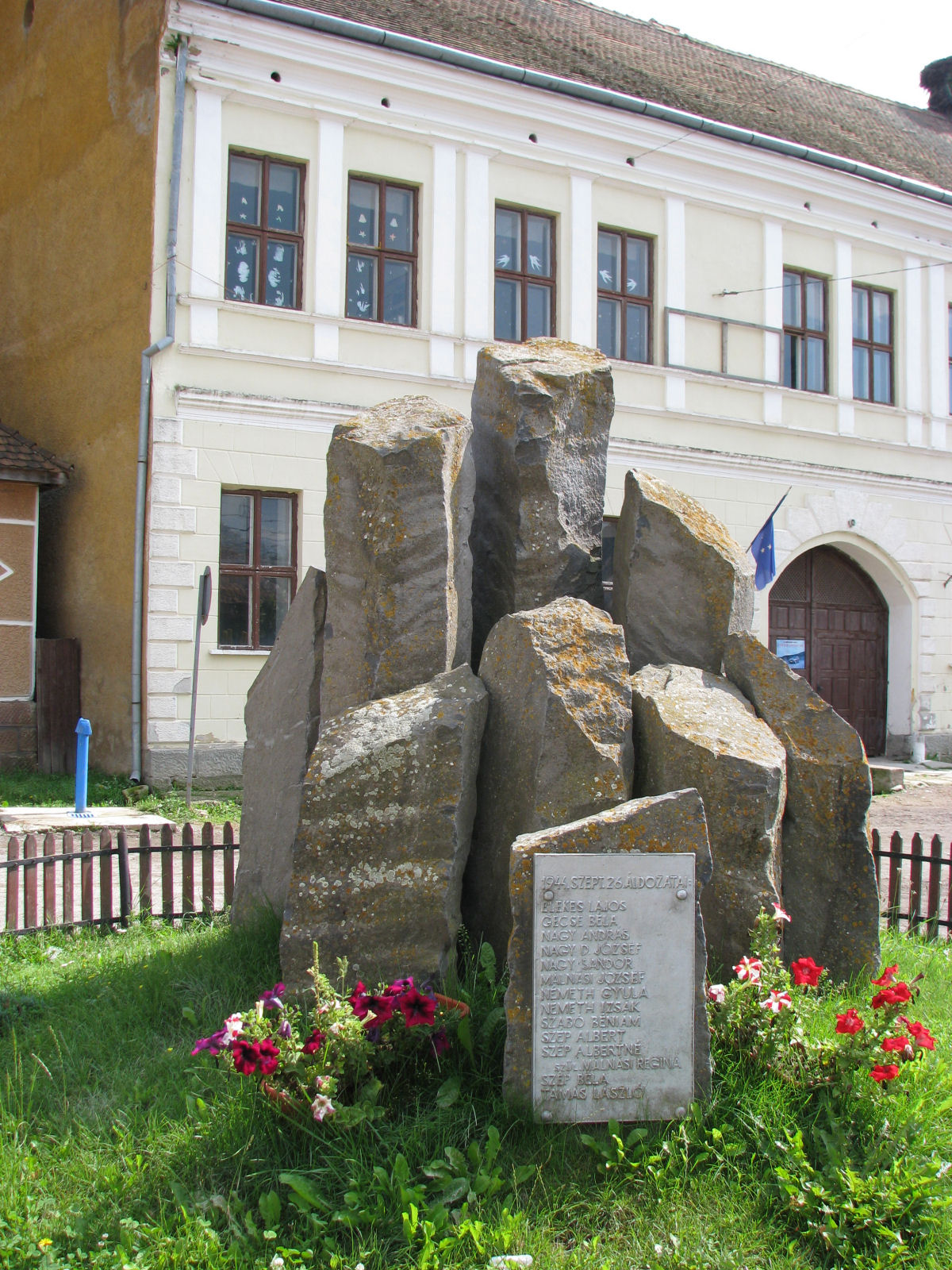
Emlékmű
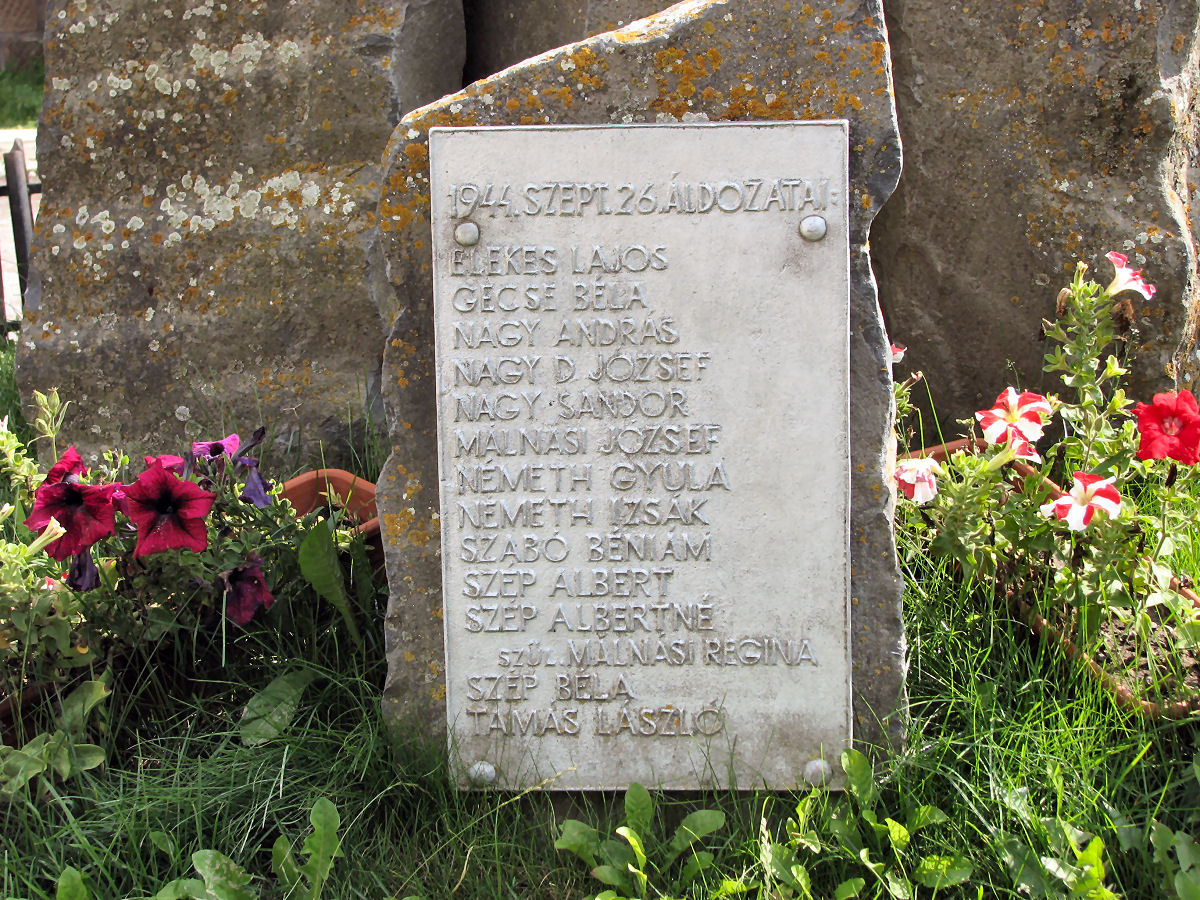
A meggyilkoltak emléktáblája

### Könyvek
- Benkő Levente: Szárazajta, 2., bőv. kiadás, Barót: Tortoma könyvkiadó, 2011 ISBN 9786069227978
- Mihály Gábor: Monológ a múltról, Sepsiszentgyörgy: Charta, 2007 ISBN 9789738326316

### Internet
- Szárazajta, 1944. szeptember 26. (magyarul)